# Florence Frances Huberwald
Florence Frances Huberwald fou cantant, mestra, sufragista i dirigent del moviment de dones estatunidenques. Era membre fundadora del Partit del Sufragi de les Dones, i cofundadora i presidenta associada del Col·legi de Música de Nova Orleans.

## Biografia
Florence Frances Huberwald nasqué a Nova Orleans. El seu avi matern era de Connecticut i la seua iaia oriünda de Sant Agustí (Florida). La família del pare era d'ascendència alemanya. La seua tia, Caroline Hubbard, fou la directora més notable i progressista de l'escola secundària de Nova Orleans.
Huberwald estudià en l'Institut Sylvester-Larned per a Dones. També estudià música vocal a Nova York, a París, amb la cantant Anna La Grange; i a Londres.

## Carrera
El primer treball de Huberwald fou de mestra en una escola pública. Amb una carrera reeixida al 1894, acudí a la legislatura per a impulsar la gestió del pagament endarrerit dels mestres.
Un dels seus èxits socials fou quan va cantar en un saló de París. Es deia que el concert de l'estat de Louisiana era el més grandiós dels Estats del Cotó i l'Exposició Internacional (1895). Huberwald representà l'estat de Louisiana. El seu discurs en la Convenció de la Federació General de Clubs de Dones del 1895 va ser notable. Fou l'única cantant que representà Nova Orleans en la Cotton States and International Exposition, i rebé una ovació tancada. La seua veu de contralt tenia un rang de més de dues octaves, tenia una elocució clara i una bona tècnica. La seua veu es considerava herència de sa mare, una notable cantant de l'església de Nova Orleans. A més a més de ser presidenta associada del Col·legi de Música de Nova Orleans, fundat juntament amb la Sra. Samuel, fou instructora vocal en l'Institut Sophie Wright. Era partidària del mètode italià de cultura vocal, i la consideraven la millor cantant de balades de Nova Orleans.
Va presidir l'Associació de Beneficència de Mestres, el Club Portia (pel sufragi femení) i el Partit d'Igualtat de Drets de Louisiana. Era membre destacada del Club de les Dones,[4] i fou fundadora del Partit del Sufragi de les Dones. Com a activista, era el cap del moviment local per la reforma dels vestits de Nova Orleans.